# MRND
De Mouvement Révolutionnaire Nationale pour le Développement (MRND, d.i. Nationaal-Revolutionaire Beweging voor Ontwikkeling) was van 1975 tot 1991 de enige toegestane politieke partij in Rwanda. Van 1975 tot 1994 was de partij tevens regeringspartij. Sinds 1991 heette de partij Mouvement Républicain Nationale pour Démocratie et le Développement (MRNDD, d.i. Nationaal-Republikeinse Beweging voor Democratie en Ontwikkeling).
Hoewel de partij bedoeld was als supra-etnisch, bleek de MRND toch vooral een partij van Hutu's. President Juvénal Habyarimana (aan de macht sinds 1973) die in april 1994 bij een vliegtuigongeval om het leven kwam was partijleider en oprichter. Na zijn dood viel de leiding van de partij in handen van hardliners.
Na de machtsovername door Paul Kagame van het Front Patriotique Rwandaise in 1994, werd de partij ontbonden.

## Partijbestuur
Het MRND kende als bestuursorganen een centraal comité (comité central) en een politbureau (bureau politique). Het politbureau was het dagelijks bestuur van de MRND en de leden werden gekozen uit het midden van het centraal comité. Het centraal comité werd op haar beurt weer gekozen door het partijcongres. Van 1975 tot 1990 was mgr. Vincent Nsengiyumva voorzitter van het centraal comité totdat de Heilige Stoel bepaalde dat kerkelijke ambtsdrager geen partijpolitieke functies meer mochten vervullen.
De president van het land was volgens de partijstatuten tevens voorzitter van de MRND. Aan deze laatste situatie kwam in 1991 theoretisch een einde toen een meerpartijenstelsel werd ingevoerd.

## Ideologie
De MRND was een conservatieve politieke partij waarbij alles draaide om de persoon van president Habyarimana. Het buitenlandbeleid was gericht op het Westen (in het bijzonder Frankrijk) en een goede verstandhouding met buurland Zaïre en waar mogelijk met Burundi (waar een Tutsi-minderheidsregering aan de macht was). In de beginjaren streefde Habyarimana naar verzoening tussen Hutu's en Tutsi's door bijvoorbeeld ook Tutsi's op te nemen in het bestuur van de MRND en de regering. Beschuldigingen dat Habyarimana en zijn MRND racistisch waren en de vooral de Hutu's bevoordeelden werden van regeringswege systematisch ontkent. Na 1990 domineerden extreme Hutu-nationalisten de partij. Zij streefden naar handhaving van de status quo en vanaf 1994 waren zij betrokken bij het plannen van de systematische uitroeiing van de Tutsi's.
Vanaf 1980 werd een economisch hervormingsbeleid gevoerd onder de naam "Liberale planning" (Libéralisme planifié) - volgens Habyarimana nam "liberale planning" een middenpositie in tussen economisch liberalisme en een socialistische planeconomie - waarin het particulier initiatief centraal stond, evenals het aantrekken van buitenlandse investeerders. De regering behield echter wel het recht om in te grijpen om kapitalistische excessen (ongelijkheid, aantasten van de traditionele moraal) tegen te gaan. In de praktijk greep de overheid niet in. Dit systeem zorgde niettemin voor enige economische groei die echter vooral ten goede kwam van de Hutu-elite uit het noorden van het land (de streek waar de president vandaan kwam). Vanaf 1988 werd staatsbedrijven geprivatiseerd als onderdeel van de "liberale planning."
Als enige toegestane partij in de periode 1975 tot 1991 was het noodzakelijk om lid te zijn van de MRND als men ambtelijke, politieke of zakelijke loopbaan ambieerde.
De partij was aangesloten bij de Christendemocratische Internationale en onderhield nauwe betrekkingen met christendemocratische partijen in Frankrijk en België.
Volgens Donald I. Ray nam de partij - in ieder geval in de beginjaren - enkele "niet-gebonden en anti-imperialistische" standpunten in. Volgens hem was de partij "linksnationalistisch." Mogelijk gold dit voor de beginjaren van de partij, dit is voor discussie vatbaar.

## Verwijzingen
1. ↑  Zie: "Ideologie" voor de opvatting dat de MRND links zou zijn geweest.
2. 1 2  A. Mugesera: Le liberalisme planifie rwandais: une approche théorique, in: Zaïre-Afrique: économie, culture, vie sociale 1983, pp. 597-607. Gearchiveerd op 7 september 2023.
3. ↑  Een gelijknamig economisch systeem bestond ook in Kameroen.
4. ↑  D.I. Ray: Dictionary of The African Left, University of Calgary 1989, p. 124